# حفل توزيع جوائز الغولدن غلوب الثاني
حفل توزيع جوائز الغولدن غلوب الثاني هو حفل لتكريم أفضل الإنجازات في مجال صناعة الأفلام لعام 1944، أقيم في أواخر شهر يناير 1945 في فندق بيفرلي هيلز بمدينة لوس أنجلس، كاليفورنيا.

## الفائزين

### أفضل ممثل في دور رئيسي
- آليكسندر نوكس عن فيلم ويلسون

### أفضل ممثلة في دور رئيسي
- إنغريد برغمان عن فيلم القلق

### أفضل مخرج
- ليو مكاري عن فيلم ذاهب في طريقي

### أفضل فيلم
- ذاهب في طريقي من إخراج ليو مكاري

### أفضل أداء من قبل ممثل في دور ثانوي في فيلم
- باري فيتزجيرالد عن فيلم ذاهب في طريقي

### أفضل أداء من قبل ممثلة في دور ثانوي في فيلم
- أغنيس مورهيد عن فيلم السيدة باركينغتون

## وصلات خارجية
- حفل توزيع جوائز الغولدن غلوب الثاني على موقع IMDb (الإنجليزية)